# Cognac-la-Forêt
Cognac-la-Forêt – miejscowość i gmina we Francji, w regionie Nowa Akwitania, w departamencie Haute-Vienne.
Według danych na rok 1990 gminę zamieszkiwały 893 osoby, a gęstość zaludnienia wynosiła 28 osób/km² (wśród 747 gmin Limousin Cognac-la-Forêt plasuje się na 147. miejscu pod względem liczby ludności, natomiast pod względem powierzchni na miejscu 146.).

## Populacja

Populacja Cognac-la-Forêt w latach 1962–2008